# Otočac
Otočac (latinsky Bivium, maďarsky Otocsán, německy Ottocan) je město v Chorvatsku ležící v Licko-senjské župě. Nachází se v údolí řeky Gacka, která je ohraničena pohořími Velebit a Mala Kapela.
V samotném městě žilo v roce 2001 4354 obyvatel, ale v celém jeho katastrálním území až 10 411 obyvatel. Až do války v Jugoslávii tvořili Srbové ve městě významnou, až třetinovou menšinu.

## Dějiny

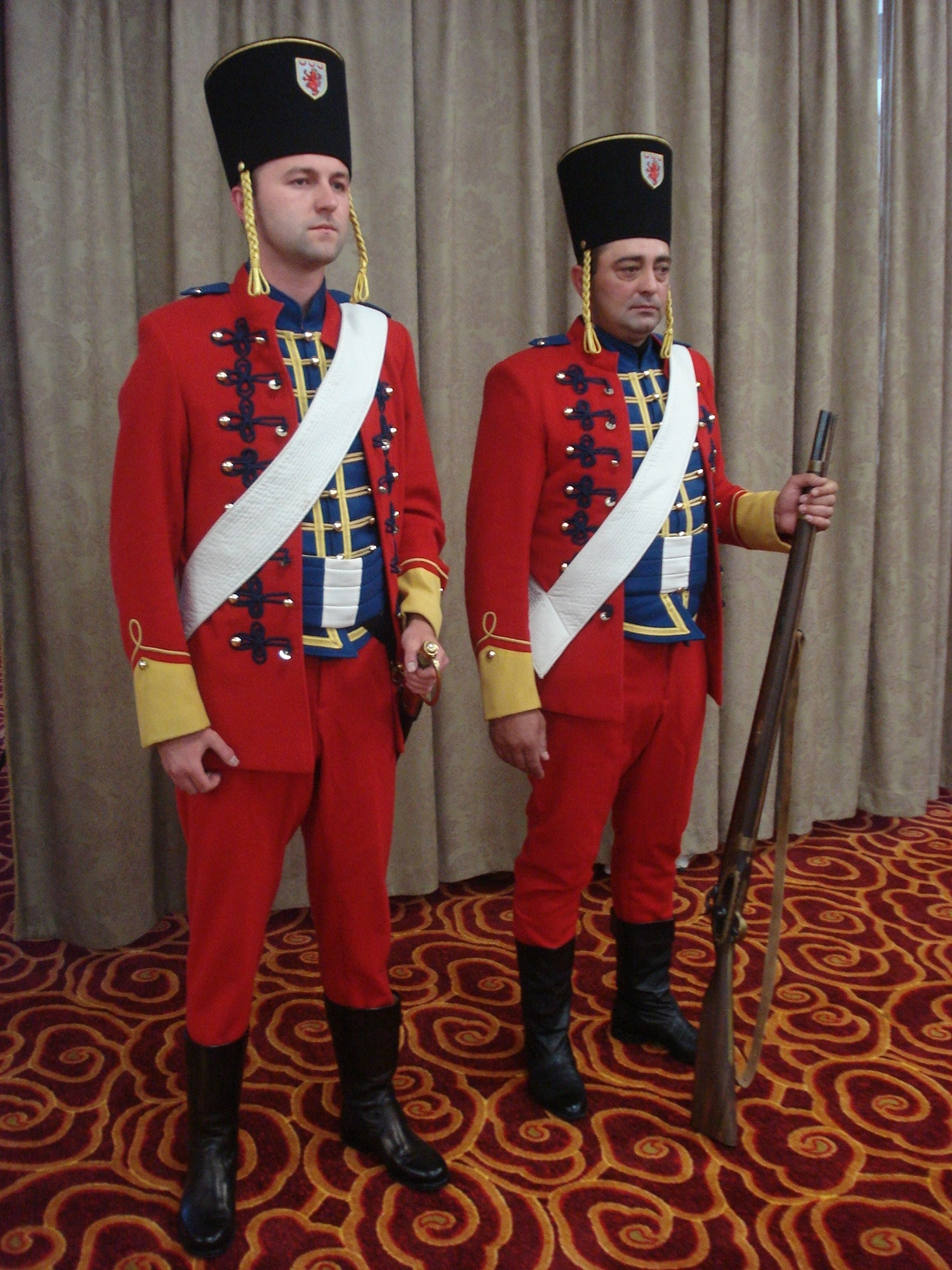
Stráže v tradiční uniformě z Liky z vojenské hranice

Otočac byl pojmenován po rané chorvatské farnosti. Text slavné Bašské desky (kolem roku 1100) říká, že kostel sv. Mikuláše v Otočaci byl součástí řádového společenství s kostelem sv. Lucie v Jurandvoru na ostrově Krk. Od roku 1300 patřil k panství Frankopanů. Zikmund Frankopan (1461–1535) zde založil biskupství (viz níže). Osadu s obrannou věží v ohybu řeky Gacka chránila věžovitá pevnost. Po zbourání tvrze v roce 1829 zůstaly zachovány pouze části. Pro zajištění bezpečnější obrany byla v roce 1619 postavena renesanční pevnost ("Fortica") s trojúhelníkovým uspořádáním válcových věží.
Barokní farní kostel Nejsvětější Trojice, postavený v roce 1684 (obnovený v roce 1774), je velká jednolodní stavba s okrouhlým sanktusníkem; na každé straně lodi jsou tři boční kaple. Z hlavního průčelí se tyčí zvonice. Pozdně barokní a klasicistní zařízení kostela zahrnuje sedm oltářů, kazatelnu, křtitelnici a náhrobní desky z 18. století.
Od roku 1746 byl Otočac velitelstvím pluku (Ottotschaner Grenz-Infanterie Regiment N°II) chorvatské vojenské hranice. Z této doby pochází řada harmonických, jednoduchých, většinou dvoupatrových domů. Do roku 1918 byl Otočac součástí rakouské monarchie (část Království chorvatsko-slavonského podřízená Uherskému království po vyrovnání z roku 1867). Koncem 19. století a začátkem 20. století byl Otočac součástí Licko-Krbavské župy.
Za druhé světové války během genocidy Srbů ze strany ustašovců byl Otočac koncem dubna 1941 místem zabití asi 331 Srbů. Oběti byly nuceny vykopat si vlastní hroby, než byly rozsekány sekerami. Mezi oběťmi byl i místní pravoslavný kněz a jeho syn. První jmenovaný byl nucen přednášet modlitby za umírající, když byl zabit jeho syn. Kněz byl pak mučen, byly mu vytrhány vlasy a vousy, vydloubnuty oči a pak byl zaživa stažen z kůže.
Během chorvatské války za nezávislost bylo město obsazeno srbskými silami, ale později bylo dobyto Chorvaty. Později ji bránili boškarini 154. brigády HV, která v následujících letech město navštěvovala. V lednu 1992 byla podepsána dohoda o příměří, ale okolí Otočace bylo definitivně osvobozeno až v roce 1995.

## Obyvatelstvo
Při sčítání lidu v roce 2011 mělo město Otočac celkem 9 778 obyvatel. Podle etnického původu bylo 91,18 % Chorvatů a 7,25 % Srbů. Chorvati v okolí Otočacu tvoří dvě skupiny, ti, kteří mluví čakavským dialektem, a Bunjevci, kteří mluví štokavským dialektem s ikavským přízvukem. Srbové tvoří většinu ve vesnicích Gorići a Staro Selo. 
Před chorvatskou válkou za nezávislost uvádí sčítání lidu z roku 1991 občinu Otočac s 24 992 obyvateli, s 16 355 Chorvaty (65,44 %) a 7 781 Srby (31,13 %).

## Doprava
Otočac leží na křižovatce státních silnic D50 a 52. Západně od intravilánu vede dálnice A1, na kterou je město napojeno samostatným výjezdem.